# إريك دايسن
إريك دايسن (بالنرويجية البوكمول: Erik Diesen)‏ هو كاتب نرويجي، ولد في 8 أكتوبر 1922، وتوفي في 13 سبتمبر 1999.

## وصلات خارجية
- إريك دايسن على موقع IMDb (الإنجليزية)
- إريك دايسن على موقع ميوزك برينز (الإنجليزية)
- إريك دايسن على موقع ديسكوغز (الإنجليزية)